# Dasythemis essequiba
Dasythemis essequiba är en trollsländeart som beskrevs av Friedrich Ris 1919. Dasythemis essequiba ingår i släktet Dasythemis och familjen segeltrollsländor. Inga underarter finns listade i Catalogue of Life.